# Selayang Baru
Selayang is een stad en gemeente (majlis perbandaran; municipal council) in de Maleisische deelstaat Selangor.
De gemeente telt 542.000 inwoners.